# Relaciones Libia-México
Las naciones de Libia y México establecieron relaciones diplomáticas en 1975. Ambas naciones son miembros de las Naciones Unidas.

## Historia
En 1947, Libia obtuvo su independencia de Italia. En 1961, el presidente de México Adolfo López Mateos envió una delegación presidencial de buena voluntad, encabezada por el Enviado Especial Alejandro Carrillo Marcor y el Delegado José Ezequiel Iturriaga, para visitar Libia y pavimentar el camino para el establecimiento de relaciones diplomáticas entre ambas naciones. El 6 de agosto de 1975, Libia y México establecieron relaciones diplomáticas. Las relaciones iniciales entre ambas naciones fueron limitadas y se llevaron a cabo principalmente en organizaciones multilaterales, como en las Naciones Unidas. En enero de 2008, Libia abrió una embajada residente en la Ciudad de México.
En abril de 2008, el ministro de Relaciones Exteriores de Libia, Abdel Rahman Shalgham, realizó, una visita oficial a México y se reunió con la secretaria de Relaciones Exteriores de México, Patricia Espinosa. La visita del ministro Shalgham fue la primera visita de alto nivel a México por un representante de Libia. Durante la visita, ambos Cancilleres discutieron la evaluación del estado de la relación bilateral entre ambas naciones y destacaron las perspectivas para su fortalecimiento a través del diálogo político y la cooperación económica, comercial, cultural y educativa. Además, destacaron conjuntamente la importancia de promover la cooperación bilateral en áreas específicas como los recursos hídricos, la preservación de sitios arqueológicos y la desertificación, así como en el intercambio de experiencias en asuntos migratorios y consulares.
En junio de 2009, el embajador mexicano residente en Addis Abeba, Etiopía participó en la 13.ª cumbre de la Unión Africana celebrada en Sirte, Libia. En agosto de 2009, la directora general mexicana para África y Medio Oriente, Sara Valdés, realizó una visita a Trípoli para celebrar la primera consulta de asuntos mutuos entre ambas naciones.
En febrero de 2011, Libia sufrió su primera guerra civil. Durante la guerra, México evacuó a sus ciudadanos del país. En julio de 2011, las autoridades mexicanas frustraron un plan para contrabandear al hijo del excoronel Gaddafi, Al-Saadi Gaddafi, y otros miembros de la familia Gaddafi a México.
En 2013, la Cámara de Diputados de México estableció un Grupo de Amistad México-Libia. El grupo se reúne varias veces a lo largo de los años, y nuevamente en noviembre de 2023 para fortalecer las relaciones diplomáticas entre ambas naciones.

## Visitas de alto nivel
Visitas de alto nivel de Libia a México
- Ministro de Relaciones Exteriores Abdel Rahman Shalgham (2008)

Visitas de alto nivel de México a Libia
- Enviado especial Alejandro Carrillo Marcor (1961)
- Delegado José Ezequiel Iturriaga (1961)
- Directora general para África y Medio Oriente Sara Valdés (2009)

## Acuerdos y becas
Ambas naciones han firmado un Memorándum de Entendimiento entre la Secretaría de Relaciones Exteriores de México y el Ministerio de Relaciones Exteriores de Libia para el establecimiento de un Mecanismo de Consulta sobre Asuntos de Interés Mutuo (2008).

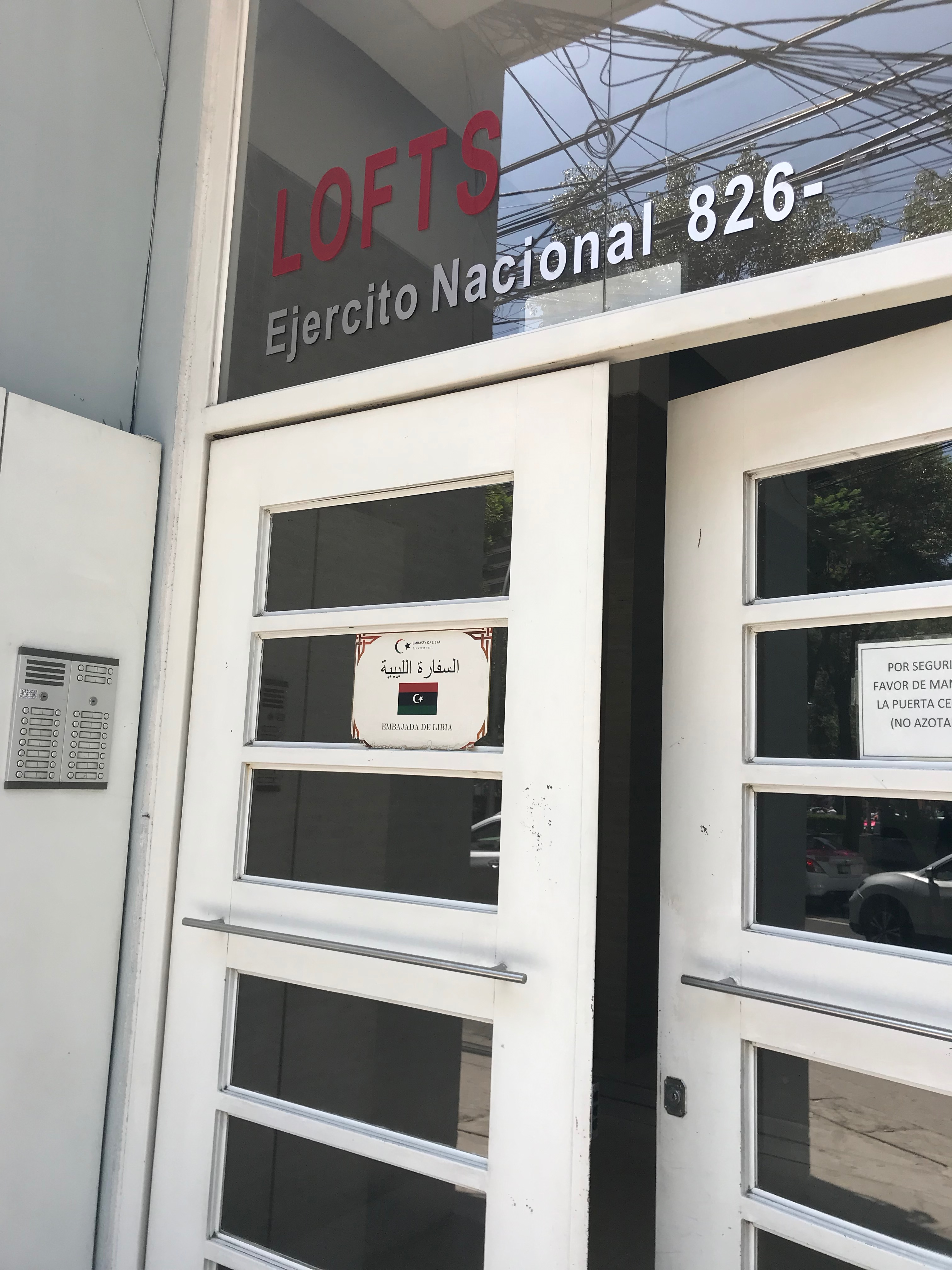
Embajada de Libia en la Ciudad de México

Cada año, el gobierno mexicano ofrece becas para estudiantes de Libia que deseen obtener un título de maestría o doctorado en una universidad mexicana.

## Comercio
En 2023, el comercio entre Libia y México ascendió a $11.2 millones de dólares. Las principales exportaciones de Libia a México son minerales o productos químicos nitrogenados. Las principales exportaciones de México a Libia incluyen: automóviles y otros vehículos para el transporte de mercancías o personas, productos electrónicos y electrodomésticos, verduras secas, y productos médicos.

## Misiones diplomáticas
- Libia tiene una embajada en la Ciudad de México.[9]
- México está acreditado ante Libia a través de su embajada en Argel, Argelia.[10]